# Ulopeza conigeralis
Ulopeza conigeralis là một loài bướm đêm trong họ Crambidae.